# Franklin-Expedition

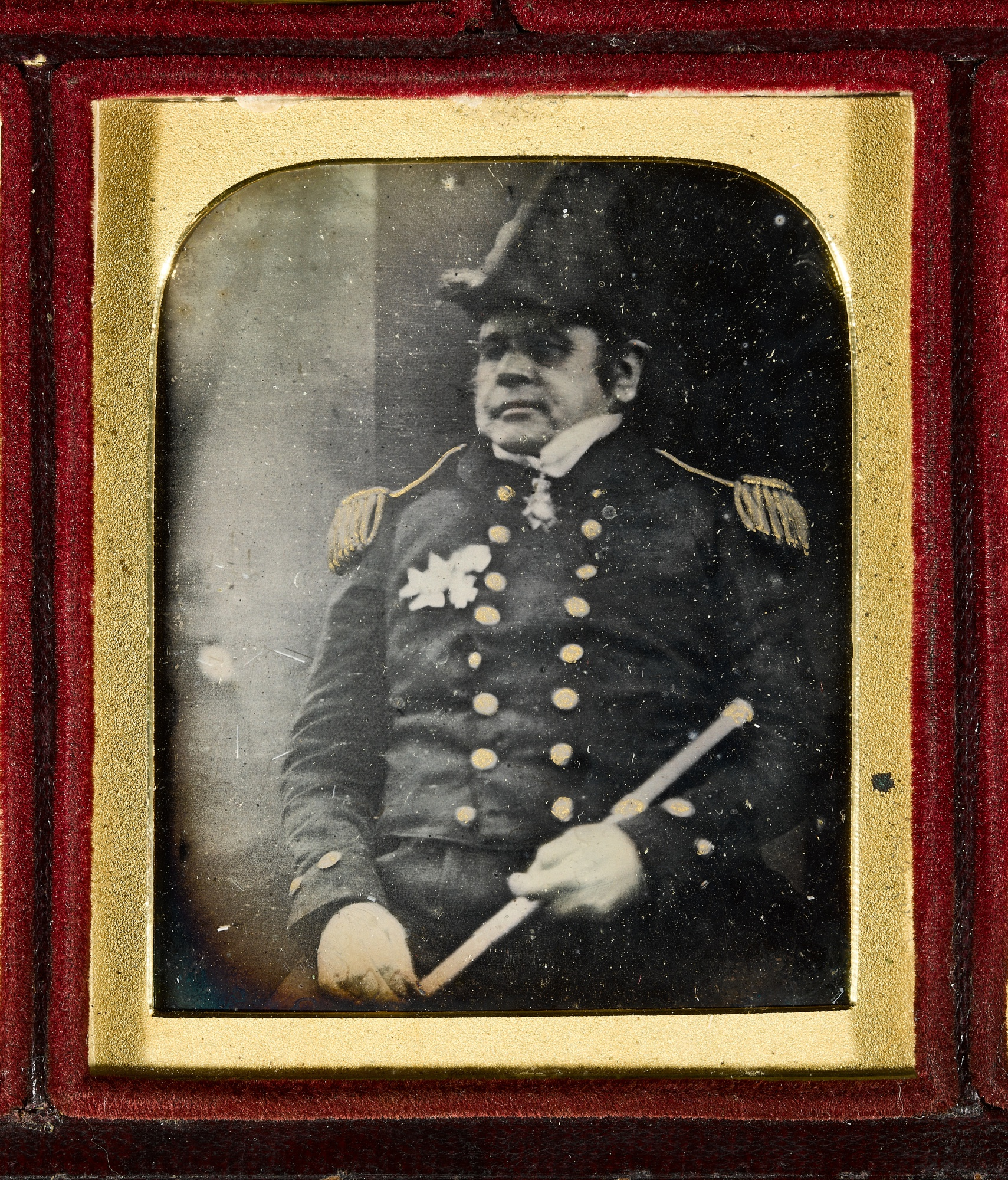
Einzige bekannte Fotografie von Admiral Sir John Franklin, 1845

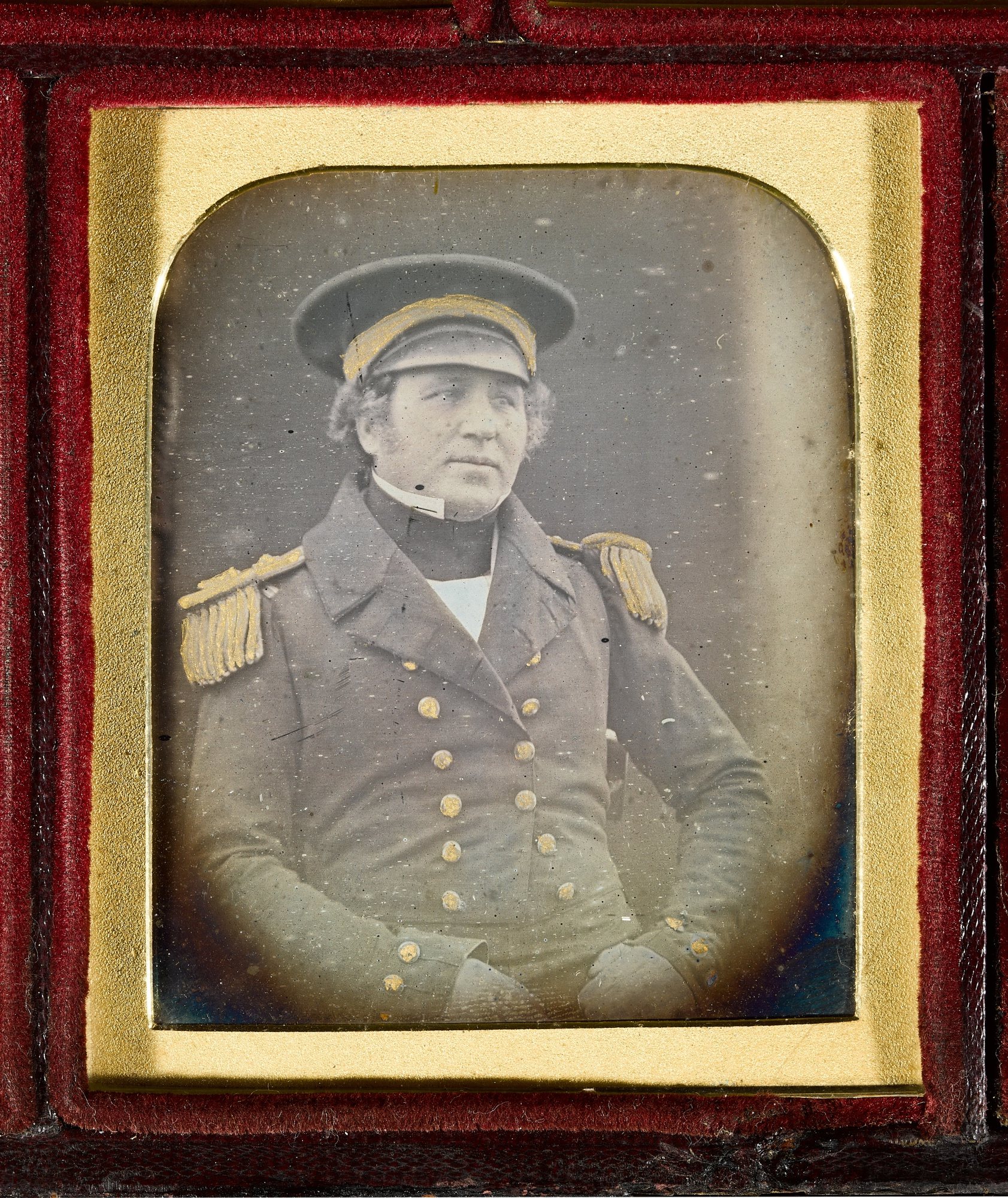
Francis Crozier, Kapitän der HMS Terror

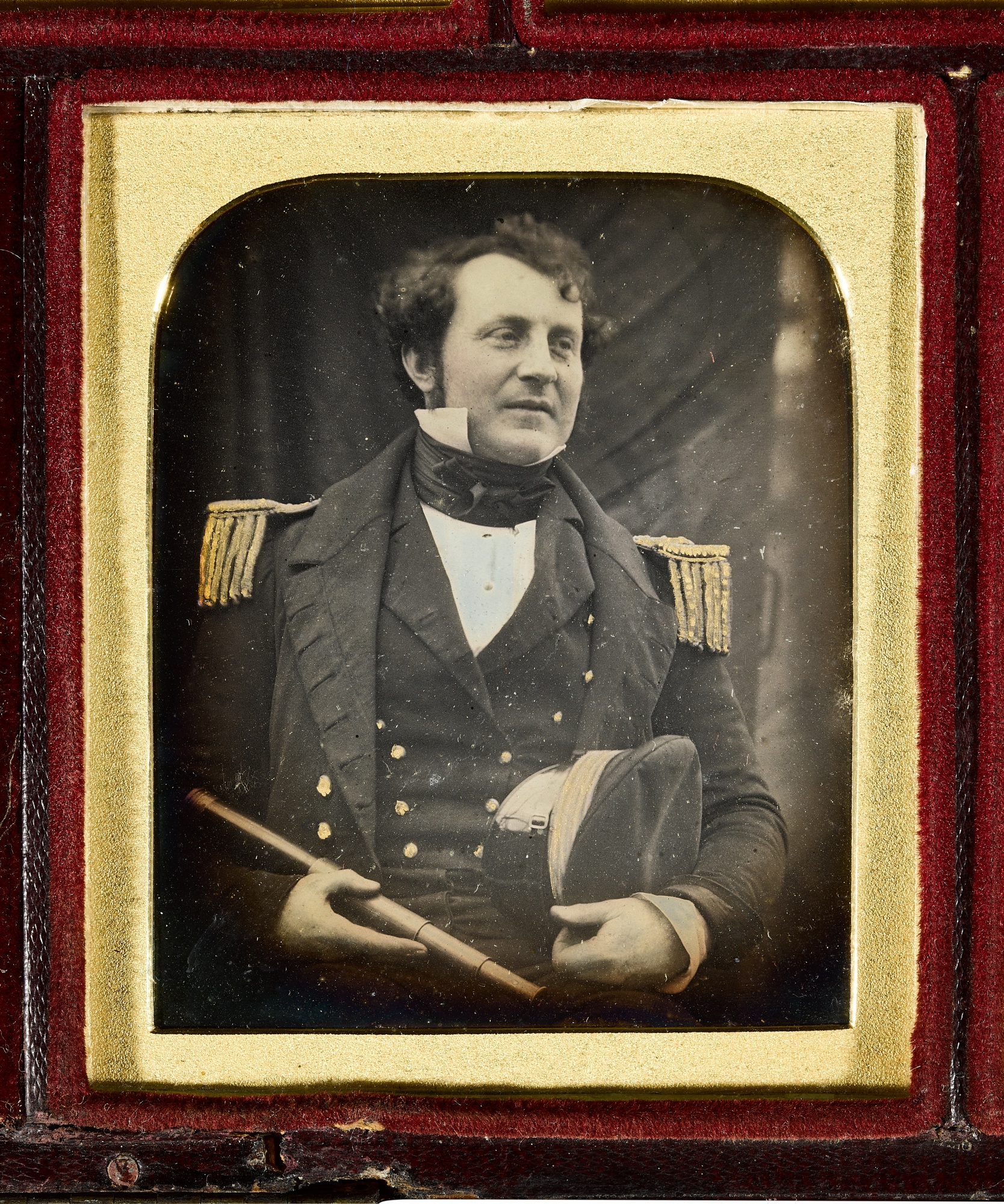
James Fitzjames, 1. Offizier auf der HMS Erebus, 1845

Die Franklin-Expedition dauerte von 1845 bis zu ihrem Scheitern 1848 und war die dritte große und letzte Forschungsreise des britischen Polarforschers Sir John Franklin. Ihr Ziel war es, die Nordwestpassage erstmals, und zwar von Ost nach West, vollständig zu durchsegeln, kartografisch zu erfassen und so einen kürzeren Seeweg von Europa nach Asien zu finden. Die Expedition scheiterte katastrophal; alle Beteiligten starben im kanadisch-arktischen Archipel. Letzte Spuren der Expeditionsteilnehmer wurden erst viele Jahre später nahe King William Island entdeckt. 2014 fand man das Wrack des Schiffs HMS Erebus in der Victoria Strait. Die Überreste der HMS Terror wurden 2016 südlich der King-William-Insel, in der Terror Bay, entdeckt.
Das tragische Schicksal der Franklin-Expedition, das lange Zeit im Dunkeln blieb, erregte in der Mitte des 19. Jahrhunderts große Aufmerksamkeit. Zeitungen erzielten mit Berichten und Spekulationen über das Schicksal Franklins hohe Auflagen und verwerteten das Thema nach allen Regeln moderner Massenmedien. Die Expedition selbst wie auch die intensiven Bemühungen von Lady Jane Franklin, ihren Mann durch Entsenden immer neuer Suchexpeditionen zu retten, beschäftigten die britische Öffentlichkeit über Jahre in bis dahin ungekanntem Maße und stoßen heute noch auf großes Interesse.

## Expeditionsvorbereitungen

### Teilnehmer der Expedition

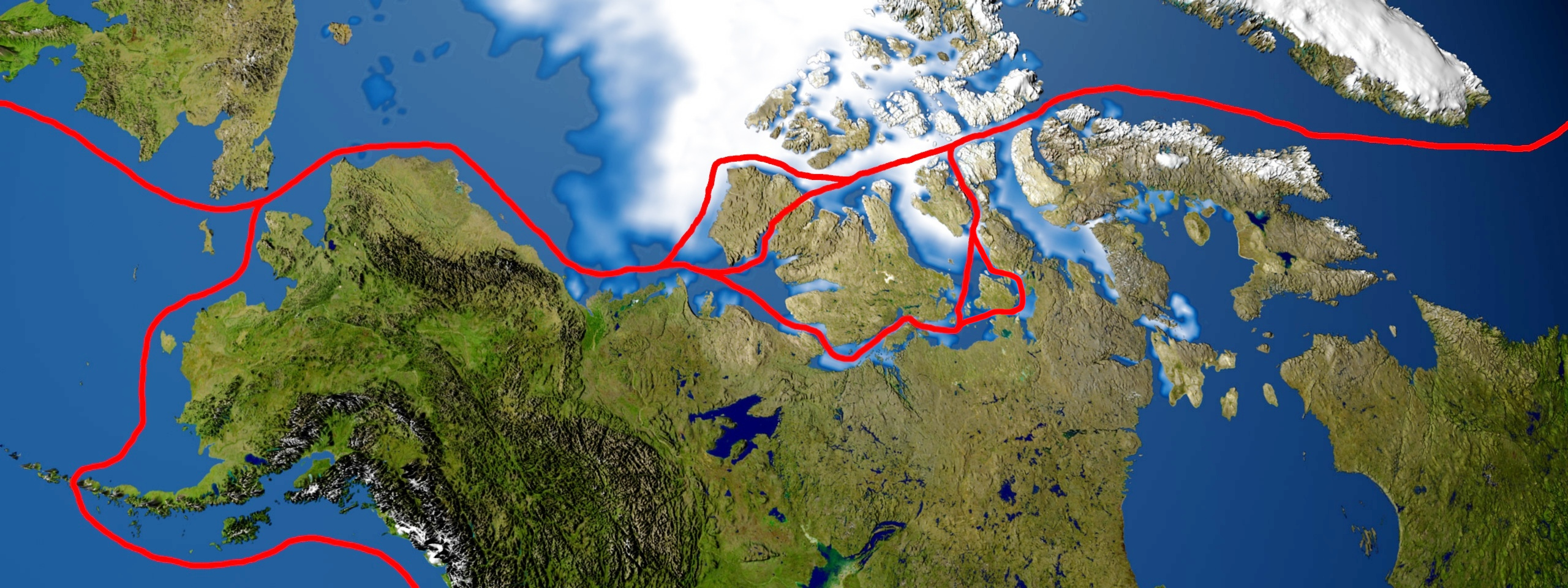
Routen der Nordwestpassage aus heutiger Sicht

Die Franklin-Expedition hatte die Aufgabe, zur nationalen Ehre der Seemacht Vereinigtes Königreich Großbritannien und Irland nach 300 Jahren vergeblicher Anläufe endlich die letzten noch unbekannten 500 Kilometer der seit Jahrhunderten als bedeutender Seeweg von Europa nach Asien angesehenen Nordwestpassage zu durchsegeln und zu kartieren. Als der ursprünglich als Expeditionsleiter vorgesehene Sir James Clark Ross, ein Neffe des berühmten Entdeckers Sir John Ross und selbst ein bedeutender Antarktisforscher, aus persönlichen Gründen diese ehrenvolle Aufgabe nicht annahm, übertrug die britische Admiralität 1845 Sir John Franklin das Kommando über die Expedition mit den beiden Expeditionsschiffen Erebus und Terror sowie dem Versorgungsschiff Baretto Junior – eine nicht unumstrittene Entscheidung.
Franklin hatte sich zwar seit längerem einen Namen gemacht, als er in den 1830er Jahren bedeutende Teile der kanadischen Nordküste erforscht und sie teils zu Schiff, teils in langen Fußmärschen erkundet und kartiert hatte, doch galt der seit 17 Jahren nicht mehr in der Arktis gewesene Expeditionsleiter mit seinen nunmehr 59 Jahren vielen als zu alt und nicht mehr fit genug für dieses schwierige Unternehmen. Auch hatten sich weder er noch seine Offiziere – außer dem erfahrenen Kapitän Francis Crozier, der schon unter William Edward Parry gedient hatte – zuvor selbst in der zu durchsegelnden Region aufgehalten. Die Admiralität setzte jedoch auf die Erfahrung Franklins und das Können seiner zur Elite der britischen Marine zählenden Offiziere.
Insgesamt umfasste die Expedition 133 Teilnehmer, von denen vier nach Großbritannien zurückkehrten, bevor die Schiffe das Polarmeer erreichten. Die übrigen 129 Männer fanden den Tod.

### Beschaffenheit und Ausrüstung der Expeditionsschiffe

HMS Erebus und HMS Terror in einer Darstellung aus dem Jahr 1870

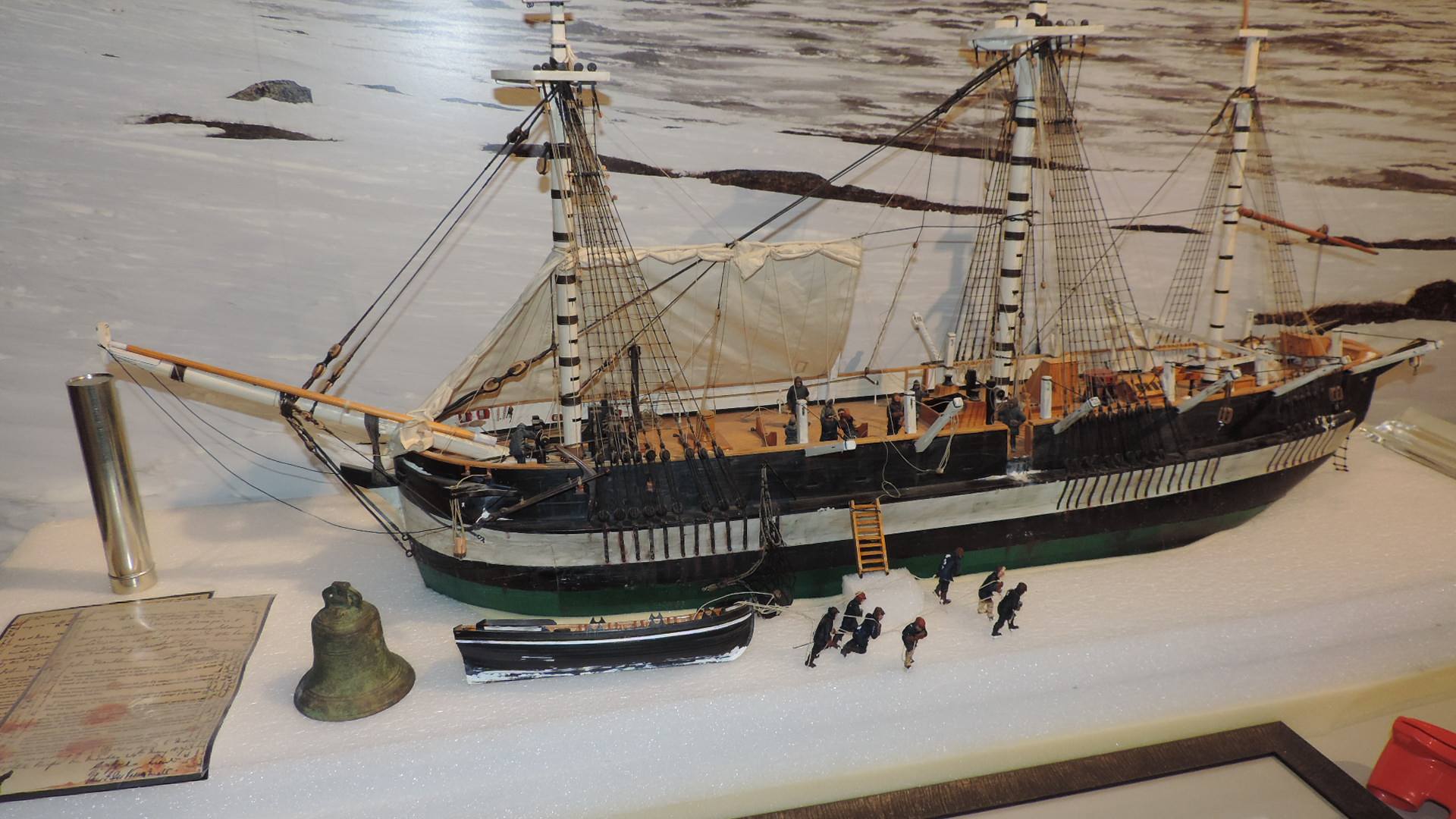
Maßstabgetreues Modell der winterfest gemachten Erebus, die Segel, Taue, Rahen, Mars- und Bramstangen wurden dafür entfernt, um dem Wind keine Angriffsfläche zu bieten, danach wurde das Oberdeck mit einer Konstruktion aus Balken und Segeltuch abgedeckt, zum Abschluss wurde noch eine isolierende Schicht aus Schnee auf die Decksplanken aufgeschüttet (Nattilik Heritage Centre, Gjoa Haven)

Die beiden Expeditionsschiffe Erebus und Terror und ihre Ausrüstung entsprachen dem damaligen Stand der Technik. Die Grundkonstruktion beider Schiffe basierte auf dem Kriegsschifftyp Bomb Vessel (Bombarde), einem gepanzerten Schiff, dessen Aufgabe es war, mit Mörsern Sprengladungen auf an Land gelegene Festungen abzufeuern, diese also zu bombardieren. Um selbst nicht gefährdet zu werden, war dieser Schiffstyp auch mit besonderem Stahlschutz versehen. Beide Schiffe hatten zudem schon an einer erfolgreichen Erkundungsfahrt in die Antarktis teilgenommen.
Für den Einsatz in polaren Gewässern waren sie noch weiter verstärkt worden, unter anderem durch eine zusätzliche Stahlarmierung des Bugs und der Rumpfflanken, wodurch ein Zerquetschen der Schiffe durch den Druck des Packeises verhindert werden sollte. Um Erebus und Terror auch bei Flaute oder ungünstiger Windrichtung im Treibeis manövrierfähig zu halten, wurde in jedes der Schiffe eine etwa 15 Tonnen schwere Dampfmaschine, ehemalige Loks der London and Greenwich Railway, eingebaut, die einen speziell konstruierten, zwei Meter hohen Propeller antrieb. Mit einer Leistung von 25 PS (19 kW) konnten die Schiffe etwa 4 Knoten (7,4 km/h) erreichen. Sie waren damit die ersten Schiffe der Royal Navy, die mit Dampfantrieb und Schraubenpropellern ausgerüstet wurden. Propeller und Ruder wurden so montiert, dass sie im Falle eines Festsitzens im Packeis entfernt und in Sicherheit gebracht werden konnten. Im Nachhinein gesehen war dieser Zusatzantrieb (auch bei voll gesetzten Segeln) aber viel zu schwach und die Tonnage der Rümpfe viel zu gering, um den Schiffen den nötigen Vortrieb für das Aufbrechen kompakterer Eisschollen zu verschaffen. Ergänzt wurde die Ausstattung durch eine kohlenbetriebene Heißwasserheizung, und in die Kombüsen wurden Entsalzungsanlagen zur Gewinnung von Trinkwasser aus dem Meer eingebaut. Die Kohle an Bord reichte aber gerade aus, um theoretisch mit Volldampf zwei Wochen auf Fahrt gehen zu können. Schon der Sylvester-Ofen verbrauchte alleine am Tag 68 kg Kohle, mit einem Kohlenvorrat von ca. 90 Tonnen pro Schiff konnten die Besatzungen etwa zwei arktische Winter lang ihre Schiffe durchgehend beheizen.

### Bevorratung für drei Jahre
Die Vorräte an Proviant und Heizstoffen wurden auf eine Vollversorgung der Schiffsbesatzungen von mindestens drei Jahren ausgelegt. Vor allem die Nahrungsmittel wählte man sorgfältig aus und plante sogar einen gewissen Luxus ein; keine Polarexpedition vorher war jemals so großzügig ausgestattet worden. Neben den üblichen Vorräten, darunter neu entwickelten Konservendosen mit 7105 kg frisch abgekochtem Fleisch, plus 14217 kg Salzfleisch, 4740 kg Kartoffel- und Gemüsekonserven kamen auch 4200 Liter Zitronensaft zur Vitamin-C-Versorgung (Skorbut-Prophylaxe) an Bord. Zusätzlich wurden mehrere Tonnen Tee, 7658 kg Zwieback, 2074 kg Schokolade, 3111 kg Zucker, Alkoholika (vor allem 10499 Liter Westindien-Rum, Schnaps und Wein) sowie reichlich Tabak in den Laderäumen verstaut.
Die Offiziere erhielten unter anderem Schreibtische aus Mahagoni und Silberbesteck, und zur Unterhaltung der Besatzungen wurden auf der Erebus etwa 1700 und auf der Terror rund 1200 Bücher mitgeführt, darunter 200 Bibeln und Gebetbücher sowie eine größere Zahl von Schulbüchern zur Unterrichtung von Analphabeten unter den Matrosen. Eine Drehorgel mit 50 Melodien und verschiedene Musikinstrumente sowie ein Daguerreotypie-Apparat (Vorläufer der Fotokamera) ergänzten die Ausstattung, wobei über die Arktistauglichkeit anscheinend kaum nachgedacht wurde. Selbstverständlich nahm man auch das modernste Gerät zur Messung von Magnetfeldern und zur Navigation in den damals ungenau kartierten Gewässern mit. Eine nennenswerte Zusatzversorgung durch Jagd auf Land- oder Meeressäuger war dagegen nicht geplant; im Wesentlichen bestanden die mitgeführten Jagdwaffen aus Schrotflinten zur Vogeljagd, um den ansonsten eher eintönigen Speiseplan zu ergänzen.

## Verlauf der Expedition

Mutmaßliche Seeroute der Franklin-Expedition in den Jahren 1845–1848

### Erste Überwinterung vor der Beechey-Insel
Am 19. Mai 1845 liefen die Erebus und die Terror sowie das Versorgungsschiff Baretto Junior mit insgesamt 134 Offizieren und Mannschaften unter großer öffentlicher Anteilnahme aus dem Hafen von Greenhithe aus. Auf dem ersten Abschnitt der Überfahrt wurden die beiden Forschungsschiffe von den Schraubendampfern Rattler und Blazer in Schlepp genommen. Das Versorgungsschiff begleitete die Expedition bis zur Davisstraße an der westlichen Küste Grönlands, das am 4. Juli 1845 erreicht wurde, wo man schließlich in der Diskobucht den letzten Proviant mitsamt dem Fleisch aus frischer Schlachtung von zehn Ochsen auf Erebus und Terror umlud. Am 12. Juli scherte das Versorgungsschiff aus dem Verband aus, um mit Briefen der Mannschaft und fünf Besatzungsmitgliedern, welche die Reise nicht fortsetzen wollten oder konnten, nach Großbritannien zurückzukehren. Aus den Briefen der Besatzung sprechen große Selbstsicherheit und Vorfreude auf den zum Greifen nah geglaubten Entdeckerruhm sowie starkes Vertrauen auf die Führung Franklins; die Männer waren zuversichtlich, die Reise wohl noch im ersten Sommer erfolgreich abschließen zu können.

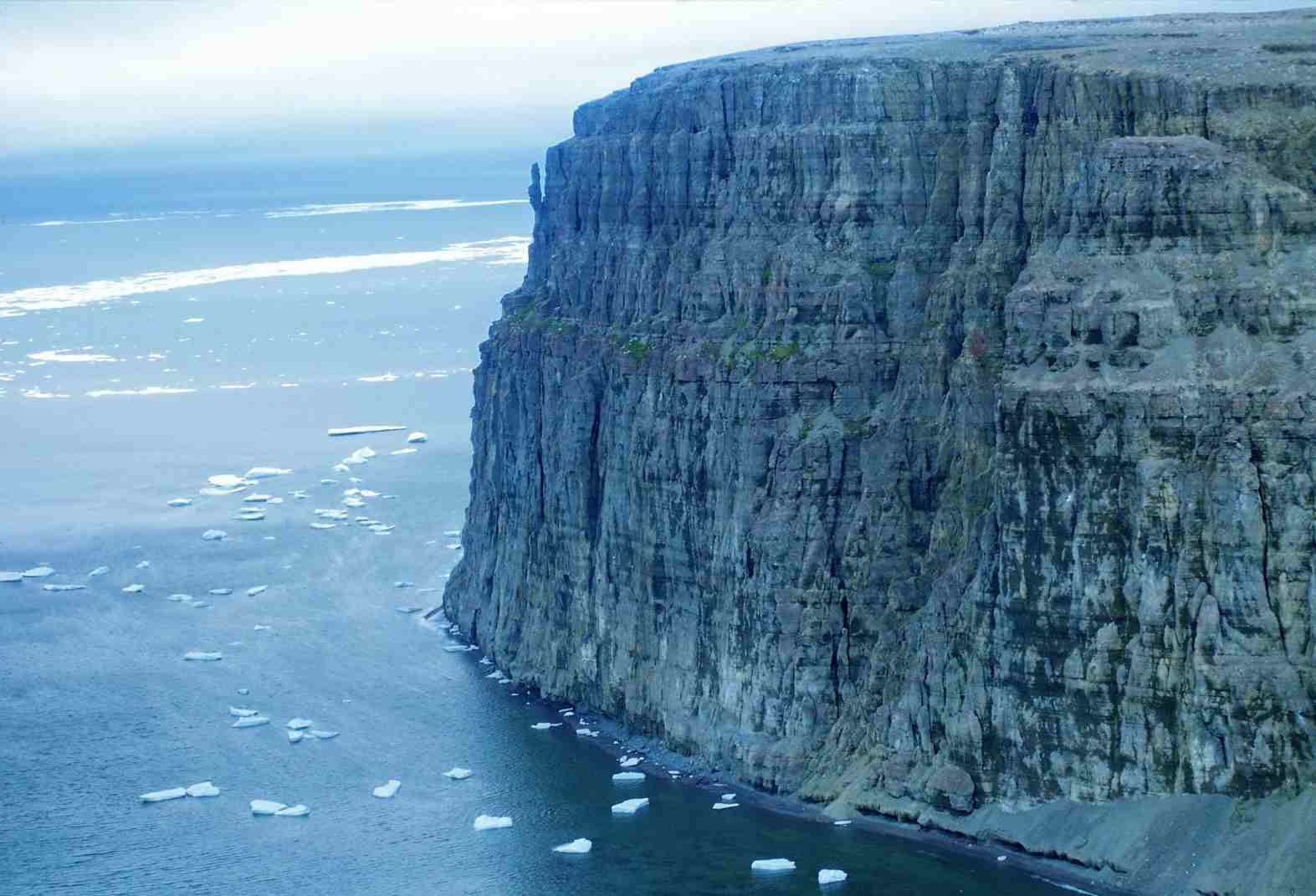
Kalksteinklippen der Beechey-Insel

Am 26. Juli begegneten den beiden vor einem Eisberg ankernden Schiffen die Walfangboote Prince of Wales und Enterprise; man besuchte sich gegenseitig. Auch auf die Kapitäne der beiden Walfänger wirkte die Expeditionsmannschaft hochmotiviert und zuversichtlich. Es war der letzte Kontakt der Expeditionsteilnehmer mit der europäischen Außenwelt.
Die Erebus und die Terror segelten weiter Richtung Westen und kreuzten zwischen Devon- und Cornwallis-Insel nordwärts in den Wellingtonkanal, den sie nach eigenen Angaben bis zum 77. Breitengrad hinaufsegelten – vermutlich suchten die Expeditionsteilnehmer, von der damals gängigen Theorie vom eisfreien Nordpolarmeer beeinflusst, den Durchgang in den Pazifik zunächst im Norden. Gegen Ende des kurzen Sommers jedoch steuerten die beiden Schiffe an der Westküste der Cornwallis-Insel vorbei wieder Richtung Süden, und man überwinterte 1845/46 (nicht 1846/47, wie auf dem letzten am Victory Point gefundenen Papier angegeben) vor der Beechey-Insel (Lage) unmittelbar an der Südwestecke der Devon-Insel.
Die Beechey-Insel war auf der Polarexpedition von Parry 1819 entdeckt und nach dessen Erstem Offizier Frederick William Beechey benannt worden. Durch ihre Lage zwischen dem Lancastersund und dem Wellington Channel erschien sie offenbar Franklin und seinen Offizieren am besten dafür geeignet, dort mit ihren beiden Schiffen zu überwintern. Die Mannschaften errichteten dabei auch an Land ein Winterlager, das unter anderem aus einem Lagerhaus und einer kleinen Schmiede bestand. Daneben wurden die ersten drei Toten der Mannschaft bestattet:
- John Torrington, leitender Schiffsheizer, 20 Jahre
- William Braine, Royal Marine, 32 Jahre
- John Hartnell, Matrose, 25 Jahre[3]

Alle drei Leichname wurden 1983 unter Aufsicht des kanadischen Wissenschaftlers Owen Beattie exhumiert und befanden sich in sehr gutem Erhaltungszustand. Bei der forensischen Untersuchung vor Ort stellte sich heraus, dass deren Lungen, vielleicht durch Tuberkulose, erheblich zersetzt waren. Weiters konnten im Gewebe der drei Leichen hohe Bleiwerte nachgewiesen werden, was aber für Menschen des 19. Jahrhunderts nicht ungewöhnlich ist, da sie in ihrem Alltag oft mit diesem Metall in Kontakt kamen. Im vierten Grab des kleinen Inselfriedhofs wurde Thomas Morgan, ein Besatzungsmitglied einer späteren Suchexpedition, begraben.

### Zweite und dritte Überwinterung im Packeis vor der King-William-Insel

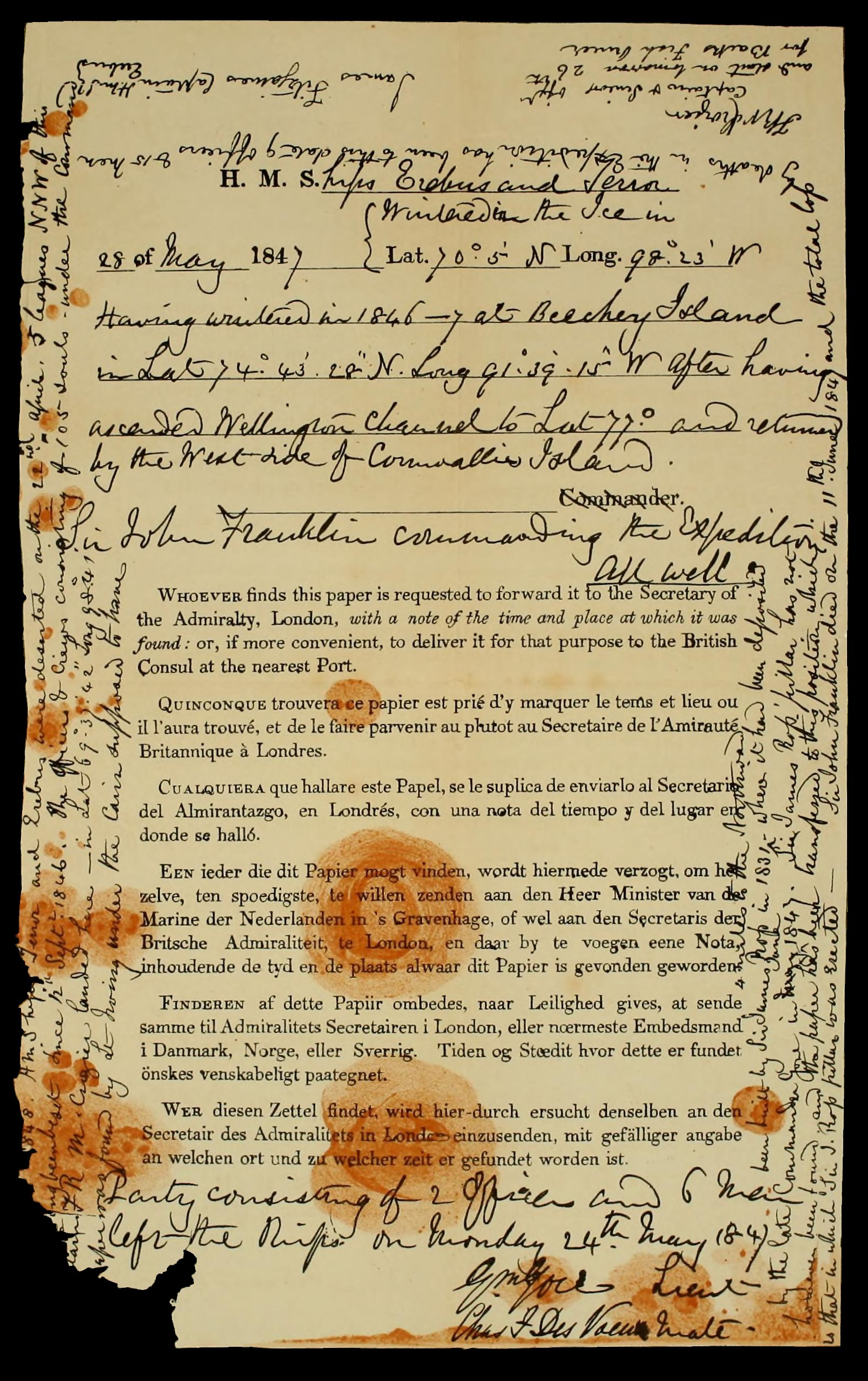
Die im Steinhaufen auf der King-William-Insel gefundene Botschaft

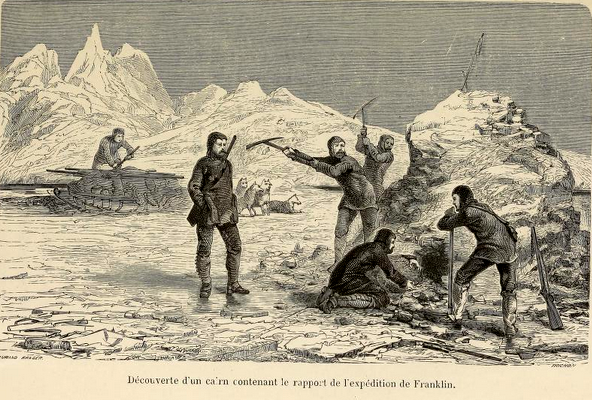
William Hobson und seine Männer öffnen den Cairn am „Victory Point“, Back Bay, King William Island, 1859

Im folgenden Sommer 1846 brachen die Schiffe zur Weiterfahrt auf und drangen nach Südwesten durch den bis dahin nur als Bucht angesehenen Peelsund bis zur King-William-Insel vor. Dort blockierte aber im September 1846 dichtes, aus dem McClintock-Kanal herantreibendes Packeis jedes Manövrieren.
Der Sommer 1847 brachte nur schwache Erwärmung, sodass das Eis nicht ausreichend abschmolz und die Schiffe weiter an ihren Liegeplätzen festsaßen. Im selben Jahr starb dort Sir John Franklin aus unbekannter Ursache (vielleicht an einer durch Lötstellen der Konservendosen herbeigeführten Bleivergiftung, diese Theorie ist umstritten) – etwa 200 Kilometer von jener Stelle auf der Kent-Halbinsel entfernt, die er von Westen kommend bei der ersten von ihm geleiteten Arktisexpedition (1819–1822) kartiert hatte. Noch dazu saßen die Männer an einem Ort fest, der so unwirtlich und öde war, dass sogar Tiere ihn weitestgehend mieden.
Da die Admiralität erfahrungsgemäß damit rechnete, dass Franklins Männer mehrere Winter im Eis verbringen würden, machte man sich in London in den ersten drei Jahren kaum Sorgen über ausbleibende Nachrichten. Es war in der königlichen Marine üblich, bei Langzeitmissionen solche Meldungen an den Landeplätzen zu hinterlassen. Dafür war ein standardisiertes Formular, in sechs Sprachen abgefasst, vorgesehen. Im oberen Teil konnten man das Datum, die Position und Mitteilungen über aktuelle Ereignisse eintragen. Eine solche Botschaft hinterließen auch die kommandierenden Offiziere der Franklin-Expedition, der Kapitän der Terror, Francis Crozier, und der nach Franklins Tod die Erebus kommandierende Erste Offizier, Commander James Fitzjames (1813–1848/1849). Sie enthielt nur wenige, aber sehr aufschlussreiche Angaben. In einem Steinmal (Cairn) am Victory Point im Nordwesten der King-William-Insel wurde sie in einer – mit Lötblei luftdicht verschlossenen – Kupferröhre deponiert. Es ist bislang das einzige schriftliche Zeugnis aus erster Hand, das vom weiteren Schicksal der Expedition berichtet.
- Die erste Nachricht, niedergeschrieben im Frühjahr 1847 von Leutnant Gore und dem 1. Maat Des Voeux (beide HMS Erebus), enthielt einen kurzen Lage- und Tätigkeitsbericht: „Ihrer Majestät Schiffe Erebus und Terror. 28. Mai 1847. Überwinterten im Eis bei 70° 5′ nördlicher Breite und 98° 23′ westlicher Länge (Lage). Von 1846-7 überwintert bei Beechey Island bei 74°43'28.0"N 91°39'00.0"W (Lage). Nachdem wir den Wellington Channel bis zur Breite 77° erreicht haben und auf der Westseite der Cornwallis-Insel zurückkehrten. Sir John Franklin kommandiert die Expedition. Alles ist gut. Die Gruppe, bestehend aus zwei Offizieren und sechs Mann, verließ die Schiffe am Montag, dem 24. Mai 1847. Graham Gore, Lieut, und Charles F. Des Voeux, Mate“.
- Am 25. April 1848 nahmen Crozier und Fitzjames das Papier wieder aus dem Cairn heraus und aktualisierten es; dazu mussten sie seine Ränder eng beschreiben. Laut den handschriftlichen Ergänzungen hatte sich die Situation der Expeditionsteilnehmer in diesem knappen Jahr dramatisch verschlechtert: „Am 22. April 1848 wurden die Schiffe seiner Majestät Terror und Erebus aufgegeben, die Nord Nord West seit dem 12. September 1846 festlagen. 69°37'42.0"N 98°41'00.0"W (Lage). Unter dem Kommando von Captain F. R. M. Crozier sind 105 Offiziere und Mannschaften an Land gegangen. Dieses Papier ist von Lieutenant Irving unter dem errichteten Steinhügel des James Ross von 1831 – 4 Meilen von Northward –, gefunden worden, wo es unter dem Kommando Gores im Juni 1847 deponiert wurde. Sir James Ross’ Steinsäule konnte nicht wiedergefunden werden, und so wurde das Papier zu der Position überführt, wo die Steinsäule von Sir J. Ross vermutet wird. Sir John Franklin starb am 11. Juni 1847, und die Gesamtverluste der Expedition belaufen sich bis zum heutigen Tag auf 9 Offiziere und 15 Männer. Gez. James Fitzjames Captain HMS Erebus F. R. M. Crozier Captain & Senior Offr. Und morgen, den 26. brechen wir zum Backs Fish River auf.“

Der hastig hingekritzelte Text lässt darauf schließen, dass seine Verfasser zu dieser Zeit erheblich unter Druck standen. Eine so hohe Todesrate, besonders unter den Offizieren (30 %), war selbst für eine damalige Polarexpedition äußerst ungewöhnlich. Nach dem dritten Winter im Packeis gaben demnach die überlebenden Expeditionsteilnehmer, zumindest der größte Teil von ihnen, ihre Schiffe auf und versuchten über Land einen etwa 350 km südlich gelegenen Außenposten der Hudson’s Bay Company am Back River zu erreichen. Hunger, Kälte und die äußerst karge und raue Arktislandschaft machten daraus einen Todesmarsch.
Weitere Hinterlassenschaften der Expedition deuten darauf hin, dass die Mannschaft ihre Kräfte völlig falsch einschätzte und versuchte, die schweren Beiboote wie Schlitten durch die unwirtliche Tundra zu ziehen, vollgepackt mit Proviant und diversen mehr oder weniger brauchbaren, teils unnützen Luxusgegenständen, etwa Silberbesteck. Nach und nach rafften Hunger, Kälte, Entkräftung und wohl auch Krankheiten alle Männer dahin. Am Ende wurde offenbar sogar Kannibalismus praktiziert, wie die Inuit Jahre später berichteten. Forensische Untersuchungen aus den 1980er Jahren bestätigen diese Angaben: An gefundenen Knochen konnte man entsprechende Schnittspuren feststellen.
Der Umstand, dass die Untergangsstellen der Erebus und der Terror 2014 und 2016 viel weiter südlich von King William Island als angenommen entdeckt wurden, lässt vermuten, dass ein Teil ihrer Besatzungen versuchte, sich mit den Schiffen zum amerikanischen Festland zu retten, kurz vor ihrem Ziel aber endgültig scheiterte.

## Vergebliche Suche nach Überlebenden

### Umfangreichste Rettungsaktion des 19. Jahrhunderts

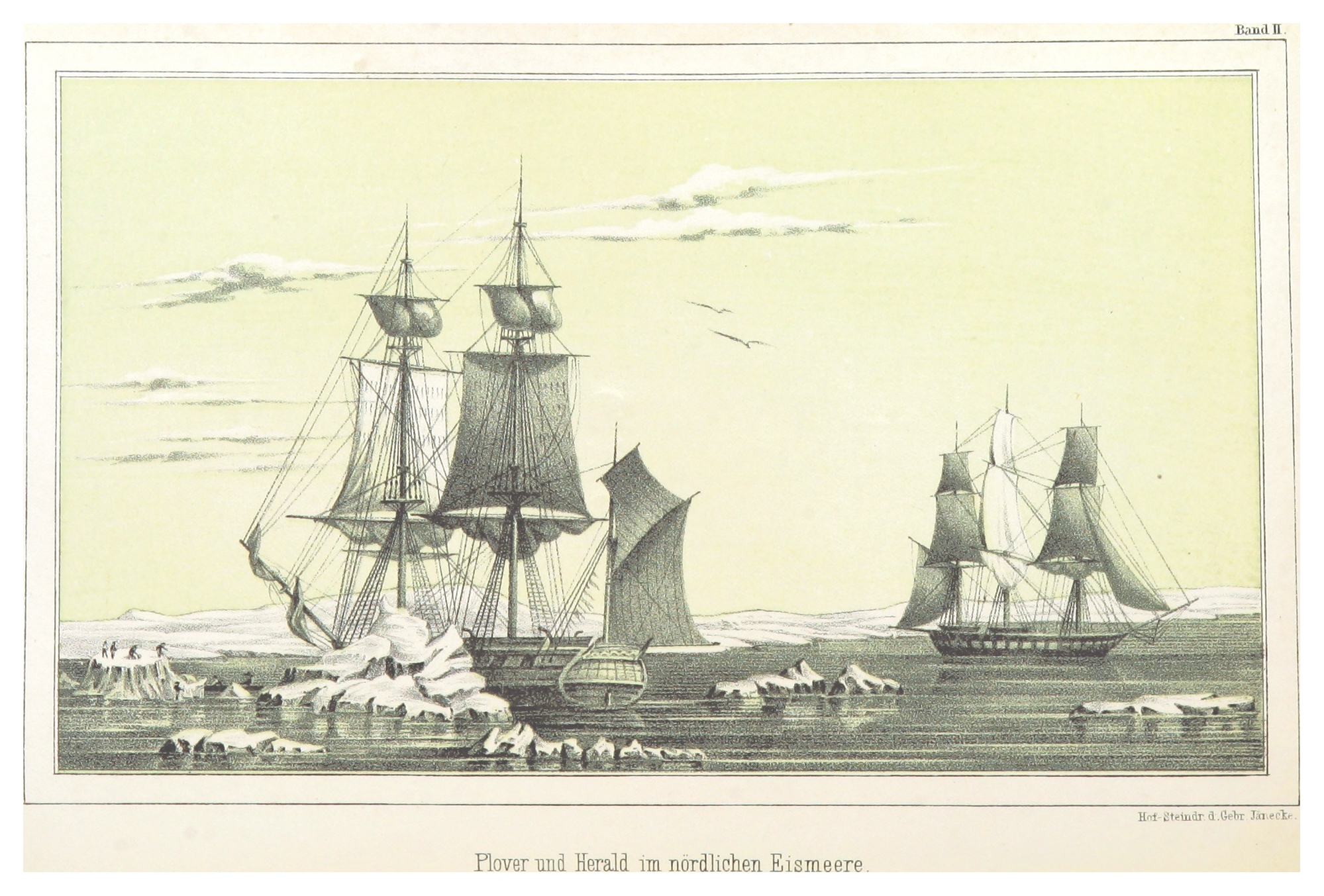
Die Suchschiffe HMS Plover und HMS Herald an der Nordküste Alaskas

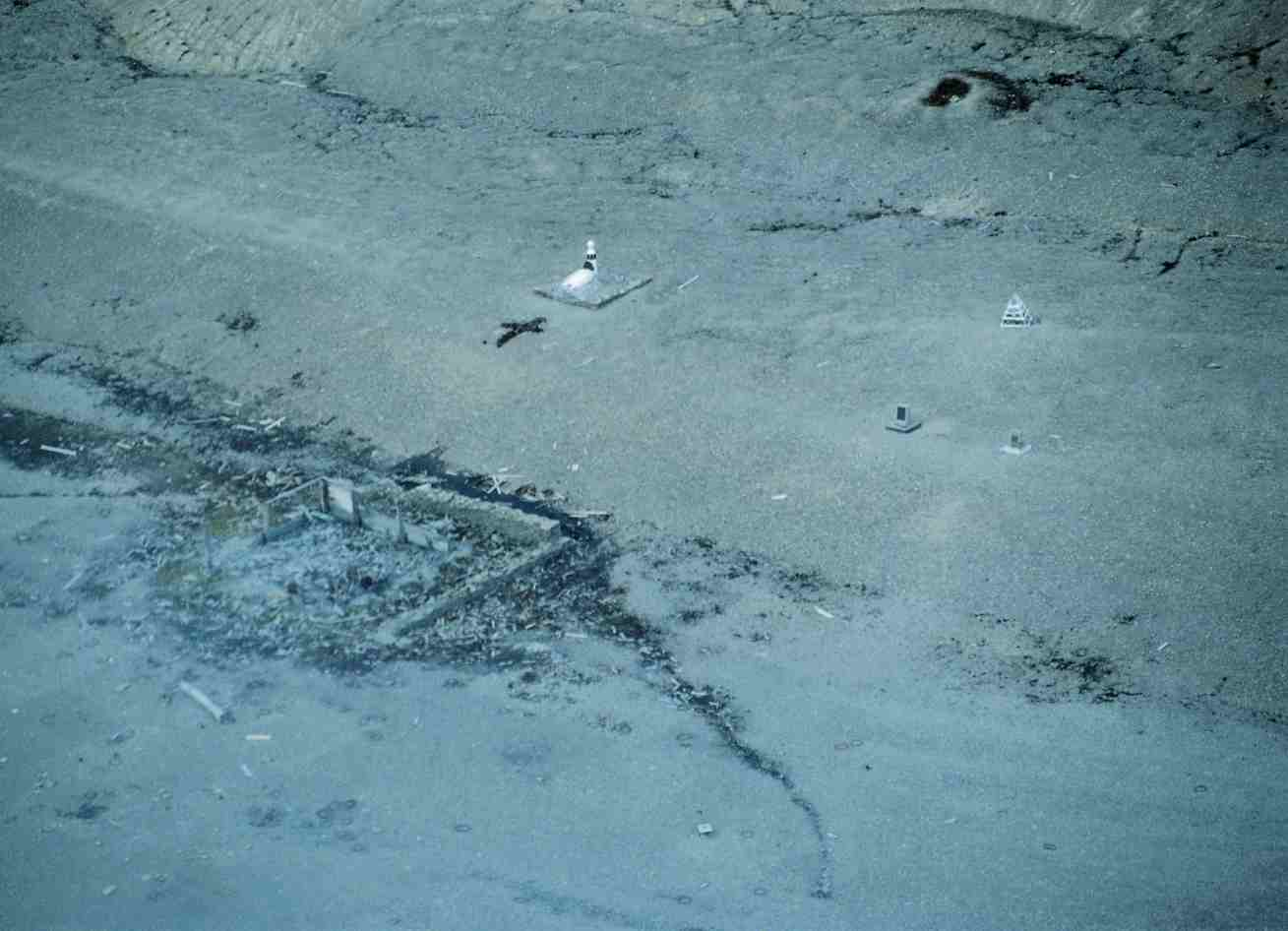
Relikte eines Versorgungsdepots der Suchexpeditionen auf der Beechey-Insel, rechts oben eine Erinnerungspyramide

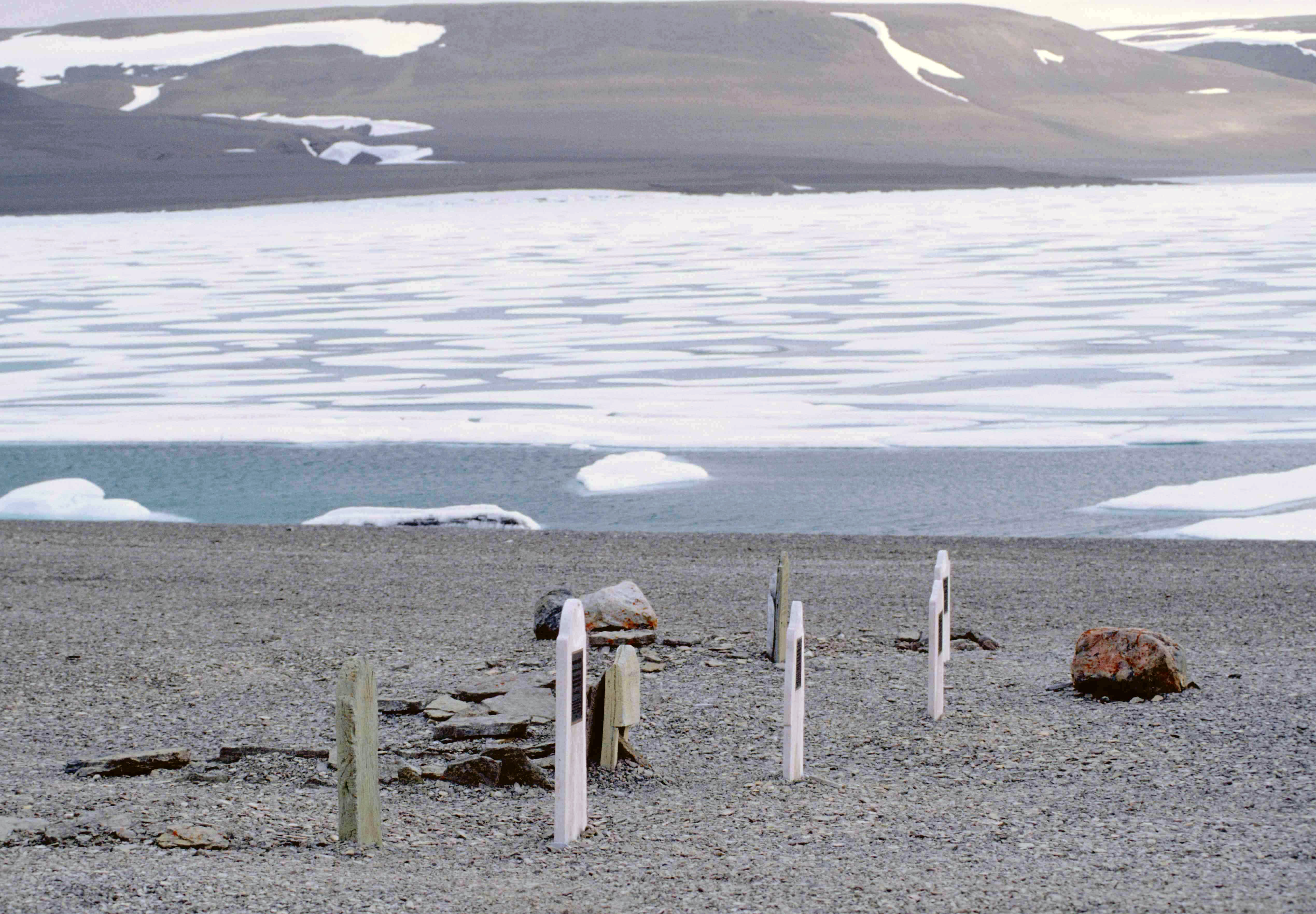
Die vier Gräber auf der Beechey-Insel

1847 kamen infolge des völligen Ausbleibens von Nachrichten bei der Admiralität in London erste Zweifel am Erfolg der Franklin-Expedition auf, doch vertraute man zunächst noch darauf, dass James Clark Ross und seine Expedition einige Jahre zuvor vier Winter in der Arktis verbracht und dabei nur drei seiner Männer verloren hatten. Für Franklins exzellent ausgestattete Mannschaft sollte deshalb – nach Ansicht seiner Vorgesetzten – die Belastung durch die harten arktische Bedingungen wohl ebenfalls kein allzu großes Problem darstellen.
Erst im März 1848 entschloss sich die Admiralität schließlich, erste Schritte zur Rettung der Expedition einzuleiten. Hierzu wurde eine Belohnung von 20.000 Pfund Sterling (nach heutigem Wert etwa 1,6 Mio. englische Pfund oder 2 Mio. Euro) für die Auffindung und Rettung der Überlebenden ausgesetzt. Die Presse machte in diesem Zusammenhang ausgiebig von neuartigen farbigen Berichtillustrationen Gebrauch und vermittelte so der Leserschaft realistische Bilder der mutmaßlichen Ereignisse um das Verschwinden von Franklins Expedition; auch das öffentliche Interesse war nun geweckt.
Zunächst wurden drei Such-Expeditionen ausgesandt, sie standen unter dem Kommando von
- James Clark Ross mit der HMS Enterprise und der HMS Investigator, Anfahrt auf dem östlichen Seeweg über die Baffin Bay;
- Henry Kellett und Thomas Edward Laws Moore mit der Herald und der Plover, Anfahrt auf dem westlichen Seeweg durch die Beringstraße;
- John Richardson unter Beteiligung von John Rae auf dem Landweg vom Mackenzie River ausgehend.

Nachdem alle drei Expeditionskorps jedoch keinerlei Hinweise auf den Verbleib Franklins gefunden hatten, wurden im Jahr 1850 weitere Rettungsexpeditionen mit insgesamt 14 Schiffen, die von privaten und offiziellen Geldern finanziert wurden, in Marsch gesetzt:
- Richard Collinson und Robert McClure fuhren mit der Enterprise und der Investigator nach Umseglung des amerikanischen Kontinents von Westen in den arktischen Archipel ein, verloren sich dabei aber aus den Augen. Die Investigator gelangte bis vor Banks Island und wurde dort vom Eis eingeschlossen, die Enterprise stieß zunächst entlang des kanadischen Festlands weit nach Osten vor, wurde dann aber ebenfalls vom dichten Packeis gestoppt;
- Horatio Thomas Austin begann seine Suche mit der HMS Resolute und der HMS Assistance sowie den Dampfschiffen HMS Pioneer und HMS Intrepid als Versorger von Osten aus;
- William Penny, ein erfahrener Walfänger, brach mit den beiden neu gebauten Klippern Lady Franklin und Sophia zur Suche auf;
- Lady Franklin selbst finanzierte aus ihrem Privatvermögen eine Suchfahrt des unter dem Kommando von Charles Forsyth stehenden Schoners Prince Albert;
- der amerikanische Reeder Henry Grinnell sandte zwei Suchschiffe, die USS Advance und die USS Rescue, beide unter dem Kommando von Edwin De Haven, aus;
- Sogar John Ross beteiligte sich mit seinem Privatvermögen und kommandierte selbst die Yacht Felix und den Versorgungstender Mary.

Am 23. August 1850 fand Austins Suchmannschaft die ersten Hinterlassenschaften der Franklin-Expedition, als Erasmus Ommanney mit der HMS Assistance vor der Beechey-Insel kreuzte. Am 27. August entdeckte die Besatzung der Lady Franklin auf der Insel drei Seemannsgräber und die Überreste von Franklins erstem Winterlager. Bald fanden sich alle in der Nähe befindlichen Suchschiffe dort ein, um in den Relikten nach weiteren – vor allem schriftlichen – Hinweisen (Logbücher) zu suchen. Bis auf weggeworfenes Material und die Gräber fand sich jedoch nichts, was über das weitere Schicksal der Franklin-Expedition Aufschluss hätte geben können. Forsyth entdeckte dann an anderer Stelle noch einige persönliche Ausrüstungsgegenstände von Expeditionsmitgliedern und kehrte daraufhin mit der Prince Albert wieder nach Großbritannien zurück.
Als Penny zur Überzeugung gelangte, die Station auf der Beechey-Insel habe als Beobachtungsposten gedient, von dem aus Franklin im Frühjahr 1846 nach einer Lücke im Packeis des Wellingtonkanals Ausschau gehalten haben könnte, fuhren alle Suchschiffe bei erster Gelegenheit nach Norden in den Kanal ein. Dabei gerieten insbesondere Austins Schiffe mehrmals in große Bedrängnis und drohten vom Druck des Eises zerquetscht oder gegen Felsen gedrückt zu werden. Schließlich kehrten Austin, Ross, Penny und De Haven im Herbst 1851 unverrichteter Dinge in ihre Heimathäfen zurück. Von den beiden von der Beringstraße aus operierenden Schiffen HMS Enterprise und HMS Investigator fehlte hingegen jede Nachricht.
Umgehend wurden daher neue Expeditionskorps ausgerüstet:
- Unter dem Kommando von Edward Belcher lief eine neue Flottille, bestehend aus der Resolute, Assistance, Intrepid und der Pioneer zusammen mit dem Versorgungsschiff North Star wieder in die Baffin Bay ein. Dort übernahm Henry Kellett das Kommando über ein aus der Resolute und der Intrepid gebildetes Geschwader, das von der Beechey-Insel aus die Küsten der weiter westlich gelegenen Inseln abfahren sollte. Belcher selbst durchsuchte erneut den Wellingtonkanal.
- Lady Franklin sandte ein weiteres Mal die Prince Albert aus, diesmal unter dem Kommando von Kapitän William Kennedy. Dieser erkundete auf Schlitten gemeinsam mit dem französischen Polarforscher Joseph-René Bellot die Eiswüste um die Prince-of-Wales-Insel und Boothia.
- 1852 lief außerdem unter Edward Inglefield das Dampfboot Isabel aus, das zwar bei der Suche nach Franklin keine neuen Erkenntnisse, jedoch einen bedeutenden Beitrag zur Erforschung des Nordwesten von Grönland lieferte.
- Schließlich sandte 1853 auch Grinnell nochmals sein Schiff Advance aus, diesmal unter der Leitung des Mediziners Elisha Kent Kane.

### Die Rettungstrupps geraten selbst in Not

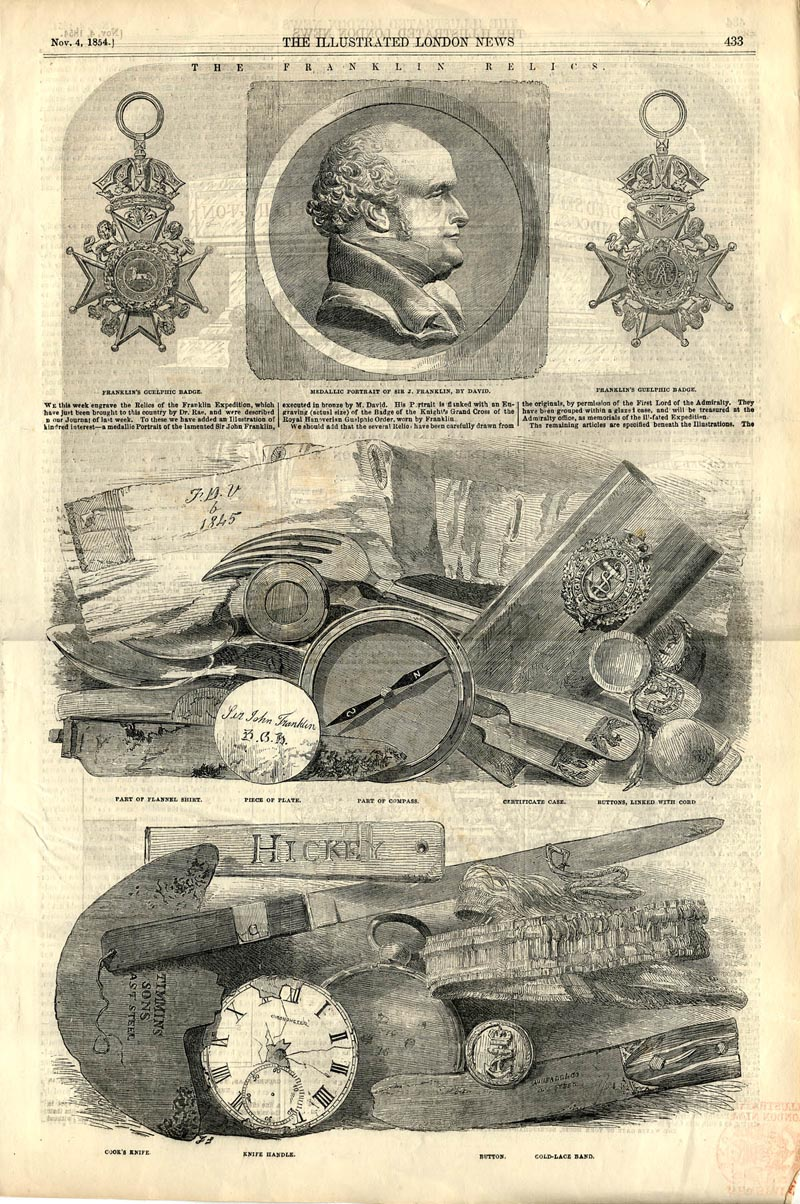
Relikte der Franklin-Expedition, Abbildung in der Illustrated London News, Oktober 1854

Im September 1852 fand die Besatzung der Resolute auf der Melville-Insel eine in einem Steinhaufen deponierte Botschaft der schon lange überfälligen Investigator – ihr Kommandeur Robert McClure hatte demnach 1850 die Banksinsel erreicht und darauf in der Prince of Wales Strait überwintert. 1851 war er bis in die Banksstraße vorgedrungen, doch zwang ihn schließlich das Eis, in einer von ihm „Bay of God’s Mercy“ (Gottesgnadenbucht) benannten Bucht im Norden der Banksinsel erneut zu überwintern. In den beiden folgenden Sommern brach das Eis in der Mündung der Bucht wieder nicht auf, während hingegen das Meer vor der Bucht passierbar wurde. Für die schon erheblich von Skorbut geschwächte Mannschaft bestand daher kaum noch Hoffnung, ihr Schiff in absehbarer Zeit freizubekommen. 1853 konnte sich schließlich ein Schlittentrupp der Resolute bis zur Mercy Bucht durchschlagen, was McClure veranlasste, sein Schiff aufzugeben und sich mit seiner Mannschaft etwa 230 Kilometer ostwärts über das Eis zur Resolute zu retten. Er vollendete auf diese Weise die Durchquerung der „Nordwestpassage“ und wurde für diese Leistung bei seiner Rückkehr mit der Hälfte des von der britischen Admiralität für die Entdeckung und Durchquerung der Nordwestpassage ausgeschriebenen Preisgeldes von 20.000 Pfund Sterling belohnt.
Aber auch Kelletts Schiffe Resolute und Intrepid waren 1854 wieder vom Eis eingeschlossen worden. McClure und Kellett beschlossen daher gemeinsam mit Belcher, der seine Schiffe Assistance und Pioneer im Wellingtonkanal aufgeben musste und auch Kellet veranlasste, seine Schiffe zurückzulassen, mit ihren Mannschaften zu Fuß in Richtung Beechey-Insel aufzubrechen, die inzwischen zum Hauptstützpunkt der Suchexpeditionen avanciert war. Dort wurden sie von der HMS North Star und den Versorgungsschiffen HMS Phoenix und HMS Talbot an Bord genommen und nach Großbritannien zurückgebracht. Dem Flottenverband hatte ursprünglich auch die HMS Breadalbane angehört; sie war jedoch im August 1853 unter dem Druck des Packeises vor der Beechey-Insel leck geschlagen und gesunken.
Richard Collinsons HMS Enterprise blieb drei Winter lang im Eis eingeschlossen, bis es ihrer Mannschaft gelang, das Schiff aus eigener Kraft zu befreien und sich 1854 über die Beringstraße in Sicherheit zu bringen.
Belcher, der Kellett die Aufgabe seiner Schiffe befohlen hatte, wurde zwar von einem deswegen einberufenen Marinegericht freigesprochen, jedoch nie wieder mit dem Kommando über eine Expedition betraut. Die HMS Resolute, von der Kellett gehofft hatte, sie noch aus dem Eis freizubekommen, wurde von einem amerikanischen Walfänger am 16. September 1855 in der rund 1500 km östlich entfernten Davisstraße treibend gesichtet, geborgen und am 13. Dezember 1855 der britischen Regierung zurückgegeben.

### Berichte der Inuit

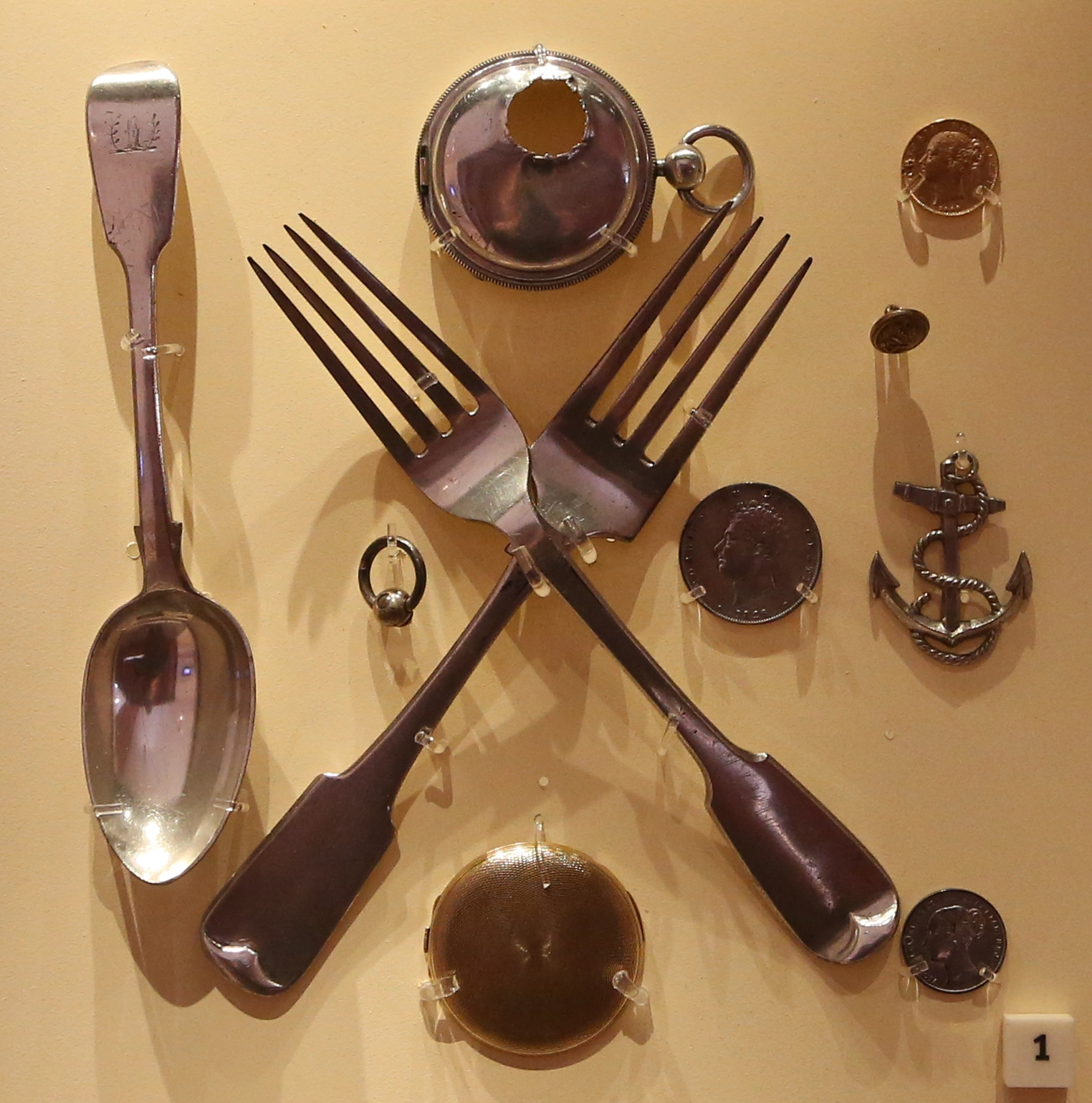
Von John Rae bei den Inuit eingetauschte Artefakte der Franklin-Expedition

Eher zufällig entdeckte schließlich der schottische Forscher und Kartograph John Rae bei seinen im Auftrag der Hudson’s Bay Company durchgeführten Erkundungen des arktischen Küstenbereiches, dass einige bei der King-William-Insel ansässige Inuit Artefakte der Franklin-Expedition in ihrem Besitz hatten. Er begann daraufhin systematisch, in den Inuit-Camps nach Schiffen und weißen Männern zu fragen und die Artefakte aufzukaufen.
Dabei wurde ihm glaubhaft von völlig ausgezehrten und verzweifelten weißen Männern erzählt, die einige Jahre zuvor entlang der Küste der King-William-Insel nach Süden gezogen seien und dabei nach und nach umgekommen seien. Sogar eine persönliche Begegnung mit den britischen Seeleuten am Cape Hershel wurde Rae (und später auch Charles Hall) von den Inuitjägern beschrieben. Zwei von ihnen stießen auf einem ihrer Jagdzüge plötzlich auf eine größere Gruppe halbverhungerter Männer, die sie anriefen und dabei als Zeichen des Friedens ihre Flinten niederlegten. Einer der Weißen trat vor und sprach sie mit dem Inuit-Wort für „Freund“ an, dann bat er sie inständig um etwas zu essen. Man vermutet, dass es sich dabei um Kapitän Crozier gehandelt haben könnte, der bei einer seiner früheren Expeditionen ein paar Wörter der Inuitsprache gelernt hatte.
Die Jäger überließen ihm ein Stück Robbenfleisch und gingen dann wieder rasch ihrer Wege. Für die Inuit, die in diesem kargen Land selbst nur in sehr kleinen Sippen überleben konnten, war es auch unmöglich, so viele Männer zusätzlich zu versorgen, ohne dabei selbst in große Schwierigkeiten zu geraten. Einem in der Londoner Times vom 23. Oktober 1854 abgedruckten Brief Raes waren weitere erschreckende Details zu entnehmen, darunter, dass offenbar einige Überlebende in ihrer Not zu Kannibalen geworden seien. Andere Inuit stießen bei einer ihrer Wanderungen auf ein umgestürztes Beiboot und Zelte, in denen zahlreiche Leichen lagen. Auch dort sollen überall abgenagte Skelettteile verstreut gewesen sein. Im Vertrauen auf seine Berichterstatter verzichtete Rae darauf, diese Fundstätte persönlich aufzusuchen, da dies für ihn eine etwa 14-tägige sehr anstrengende und gefährliche Wanderung bedeutet hätte.

„Rae hatte im April 1854 an der Pellybai (69° nördl. Breite, 72° westl. Länge) von Eskimos gehört, daß 10–12 Tagereisen weiter gegen Westen eine Anzahl von mehr als 40 weißen Männern durch Mangel an Lebensmitteln umgekommen wären. Bei Fortsetzung seines Weges erfuhr er nun, daß im Frühjahr 1850 einige Eskimos, die in der Nähe des nördlichen Gestades der König Williams Insel auf den Robbenfang ausgegangen waren, etwa 40 weiße Männer über das Eis dem Süden zuwandernd gesehen hatten; einige Wochen später wurden 30 Leichname weißer Männer an der Küste des amerikanischen Continents, eine Tagereise im Nordwesten eines großen Flusses, u. dazu 5 andere auf einer nahe liegenden Insel gefunden. Es ergab sich, daß die Eskimos noch Pulver, Kugeln, Schrote, Uhren, Compasse, Fernröhre u. Flinten vorgefunden hatten, da von letztern Gegenständen wenigstens Theile, sowie silberne Löffel, Gabeln etc. von Rae entdeckt u. eingekauft wurden.“

Raes Bericht erregte trotz der eindeutig zuordenbaren Artefakte, die er von den Inuit eingetauscht hatte, besonders in der englischen Oberschicht viel Skepsis und Empörung. Sein Vertrauen in die Authentizität der Aussagen von „Wilden“ wurde ihm als Charakterschwäche ausgelegt. Vor allem galt es in diesen Kreisen als undenkbar, dass sich christliche Seeleute, noch dazu unter dem Kommando eines gottesfürchtigen Gentlemans wie Sir John Franklin, zu kannibalistischem Verhalten hinreißen lassen könnten. Trotzdem wurde Rae 1856 die zweite Hälfte der von der Admiralität ausgesetzten 20.000-Pfund-Prämie für zweckdienliche Nachrichten über das Schicksal der Franklin-Expedition zugesprochen.
Von Charles Francis Hall (siehe auch weiter unten) wurde berichtet, dass eine Gruppe Inuit auf dem Weg zu den Netsilik mitten in der Tundra auf vier weiße Männer stieß. Einer von ihnen schien sehr krank und völlig ausgezehrt zu sein und deshalb überließ man ihm ein Stück Robbenfleisch. Den anderen hingegen gab man nichts, da sie ihnen als sehr wohlgenährt erschienen, „… weil sie ihre Kameraden gegessen hatten“. Zuvor hatte man ihm von einem beschriebenen Papier in einer Metallröhre erzählt, das in einem Steinmal auf der Adelaide-Halbinsel gefunden wurde. Um das Steinmal herum lagen zahlreiche Dinge verstreut. Da die Inuit mit dem Dokument nichts anfangen konnten, gaben sie es ihren Kindern.

### McClintocks Expedition

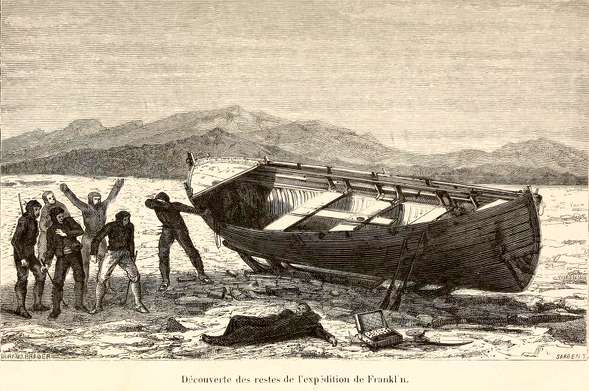
Fund eines Beibootes der Franklin-Expedition im Südwesten von King William Island (Durand-Brager, 1863)

Jane Franklin, die das Andenken ihres Mannes nicht durch derartig skandalöse Gerüchte für immer beflecken lassen wollte, drängte Admiralität und Regierung auch fast zehn Jahre nach dem Aufbruch der Franklin-Expedition, weitere Suchmannschaften auszurüsten, um endgültig zu klären, was ihrem Ehemann und seinen Untergebenen tatsächlich zugestoßen war. Infolge des eskalierenden Krimkrieges war die Admiralität jedoch nicht mehr bereit, Schiffe für eine weitere – und mit ziemlicher Sicherheit wieder erfolglose – Unternehmung zur Verfügung zu stellen. Die Suche nach den Vermissten hatte inzwischen bereits mehr Menschenleben gefordert als die eigentliche Franklin-Expedition, zudem bestand nach all den Jahren keine realistische Hoffnung mehr, noch Überlebende zu finden. Im Frühjahr 1854 wurden daher alle Expeditionsteilnehmer offiziell für tot erklärt.
Lady Franklin hingegen wollte weiterhin nicht ein derart klägliches Ende ihres Mannes akzeptieren. Daher finanzierte sie, unterstützt von einem öffentlichen Spendenfonds, 1857 eine letzte Arktis-Expedition. Kapitän Francis Leopold McClintock, der zuvor bereits als 2. Offizier an Bord der Enterprise an den Suchaktionen beteiligt gewesen war, wurde von ihr mit dem Kommando über die kleine Dampfyacht Fox mit 26 Mann Besatzung betraut. Zu seinem 1. Offizier wählte er Leutnant William Robert Hobson.
Die Fox stach am 1. Juli 1857 Richtung Lancastersund in See. Nach zwei Wintern in der Baffin Bay und an der Beechey-Insel erreichte das Schiff im Frühjahr 1859 durch den Peelsund die Küste der King-William-Insel. Zwischen April und Juni 1859 entdeckten McClintock und Hobson auf ihren Schlittentouren in den Westen der Insel die spektakulärsten Hinterlassenschaften der Franklin-Expedition. Dazu gehörten verstümmelte, auf dem Tundraboden verstreute Skelette sowie zwei skelettierte Leichen in einem zum Schlitten umfunktionierten Beiboot. Dort fanden sich auch einige recht merkwürdig anmutende Ausrüstungsgegenstände wie Silberbesteck, Nähsets, Zahnbürsten, Bleiplatten, Bindfaden, parfümierte Seife, seidene Taschentücher, Kämme und Bürsten, sechs Bücher (darunter Der Landprediger von James Wakefield), fünf goldene Uhren, etwas Tee und 18 kg Schokolade. Der bedeutendste Fund war jedoch die bislang einzige bekannte schriftliche Nachricht, die im Steinmal am Victory Point deponiert worden war (siehe oben). Danach stand zweifellos fest, dass John Franklin schon nicht mehr lebte, noch bevor das erste Suchschiff England verlassen hatte, und dass auch die von Rae gesammelten Erzählungen der Inuit im Wesentlichen der Wahrheit entsprochen hatten.
Nachdem McClintock im September 1859 nach England zurückgekehrt war, wurde er dort als Held gefeiert und mit Ehrungen nahezu überhäuft. Die Methode, zur Erkundung langer Strecken Hundeschlitten einzusetzen und an jeder Etappe Lebensmitteldepots zu errichten, wurde für spätere Polarexpeditionen richtungweisend. Seine persönlichen Erinnerungen veröffentlichte er in dem Buch Die Reise der Fox im arktischen Eismeer, das in England zum Bestseller wurde.

### Halls Expeditionen
Trotz der entmutigenden Funde McClintocks hielt der Amerikaner Charles Francis Hall an seiner Überzeugung fest, dass sich die letzten Überlebenden der Franklin-Expedition den Inuit angeschlossen haben könnten. Unterstützt vom Verleger Henry Grinnell startete er deshalb in den Jahren 1860 und 1864 zwei Expeditionen, um das Territorium der King-William-Insel erneut abzusuchen und dabei auch die dort ansässigen Inuit genauestens zu befragen. Die erste verlief wenig erfolgreich, da er sein eigentliches Zielgebiet nicht mal annähernd erreichte, doch konnte er einige Ergänzungen zur Geografie der Baffin-Insel erheben und den Landeplatz sowie die vermeintlichen Goldabbaustätten von Martin Frobisher entdecken, der von dort Katzengold nach England verschifft hatte.
Auf seiner zweiten Expedition lebte er mehrere Jahre mit den Inuit und versuchte anhand ihrer Erzählungen, das wahre Schicksal der Franklin-Expedition zu rekonstruieren. Schließlich erreichte er auf seinen Wanderungen auch Boothia und die King-William-Insel und stieß dort auf weitere Skelette und Relikte von Franklins Mannschaftsmitgliedern. Zwischen 1860 und 1869 gelang es Hall auch, mehrere Individuen ausfindig zu machen, die entweder vom Schicksal der englischen Seeleute gehört oder selbst Überreste von ihnen gefunden hatten. Viele der Erzählungen, die er aufzeichnete, ließen sich jedoch nicht eindeutig Ereignissen im Zusammenhang mit der Franklin-Expedition zuordnen oder konnten seine vorgefassten Meinungen nicht bestätigen. Die Aussagen der Inuit stimmten zwar größtenteils mit denen John Raes überein, jedoch sind Hall an vielen Stellen auch Übersetzungsfehler und Verwechslungen unterlaufen, die sich eher auf John Ross’ Expedition von 1829 bezogen.

## Wissenschaftliche Expeditionen

### Schwatkas Expedition
Halls Expeditionen und seine Berichte vom Leben in der Arktis inspirierten den jungen Leutnant der United States Army Frederick Schwatka dazu, 1878 das Kommando über eine von der American Geographical Society finanzierte Forschungsgruppe zu übernehmen. Das Ziel dieser Überland-Expedition galt nicht mehr dem Aufspüren von Überlebenden der Franklin-Expedition, sondern der Suche nach weiteren in Steinmalen niedergelegten Dokumenten. Schwatkas Expedition, die sich ganz der Lebensweise der Inuit anpasste, stellte mit dem Überwinden von über 5200 Kilometern einen neuen Streckenrekord für Schlittenreisen auf. Sie entdeckte jedoch nur weitere Leichenteile. Das Buch Als Eskimo unter Eskimos des Expeditionsteilnehmers Heinrich Klutschak ist eine frühe ethnografische Studie der Inuit.

### Suche nach den Schiffswracks

Fundorte der Schiffe

1992 erklärte Kanada die vermutete Untergangsstelle der Schiffe zu einem Ort von nationaler Bedeutung (National Historic Site of Canada). Die kanadische Regierungsbehörde Parks Canada hat seit 2008 sechs große Expeditionen organisiert, um die Wracks der HMS Erebus und HMS Terror zu finden.
Viele Jahre lang lockte die Aussicht, fast unbeschädigte, vom kalten Wasser der Arktis konservierte Wrackteile eines der Schiffe oder auch Franklins Grab im Eis zu entdecken, Abenteurer sowie Film- und Fernsehleute zu Reisen auf die King-William-Insel. Gemäß den kanadischen Gesetzen unterliegen solche privaten Forschungen strengen Regeln; Verstöße werden mit hohen Strafen geahndet.
Für Kanada war es eine nationale Aufgabe geworden, sich an der Suche nach den Franklin-Expeditionsschiffen – beispielsweise mit der Marine – zu beteiligen. Es geht dabei auch um Gebietsansprüche in der nördlichen Polarregion mit ihren reichen Gas- und Ölvorkommen. Mit dem Beweis, anspruchsvolle wissenschaftliche und technische Herausforderungen unter den extremen Bedingungen der Arktis zu meistern, möchte der Mitanrainerstaat seine territorialen Ansprüche gegenüber Russland, den USA, Norwegen und Dänemark in der Region untermauern. Der kanadische Premier hob in den Medien hervor, die Unterstützung bei der Suche nach der verschollenen Franklin-Expedition habe „die Grundlage für Kanadas staatliche Souveränität“ in der Arktis gelegt.

### Fund der HMSErebus
Am 9. September 2014 gab der kanadische Premierminister Stephen Harper in Ottawa bekannt, eines von Franklins Schiffen sei zwei Tage zuvor in der Wilmot and Crampton Bay vor der Adelaide-Halbinsel mit Hilfe eines U-Boots auf der Position 68° 15′ N, 98° 45′ W lokalisiert worden. Es stellte sich im Lauf der Untersuchungen heraus, dass es sich um die HMS Erebus handelte. Einem Sonarbild zufolge waren Teile der Deckstruktur noch intakt, inklusive des Hauptmasts, von dem man vermutet hatte, er sei beim Schiffsuntergang vom Eis abgerissen worden. Das Schiffswrack wurde weitab von seiner bislang vermuteten Untergangsstelle, 185 km weiter südlich, entdeckt. Laut den Überlieferungen der Inuit zeigte eine vom Schiff aufsteigende Rauchsäule an, dass es noch eine Zeitlang bemannt war, als es dort ankerte, aber später von seiner Besatzung verlassen wurde (Fußspuren von vier Männern und einem Hund Richtung Festland).

### Fund der HMSTerror
Im September 2016, fast 170 Jahre nach ihrem Untergang, wurde das sehr gut erhaltene Wrack der HMS Terror weitab der vermuteten Lage in der Terror Bay, einer Bucht im Süden von King William Island, auf der Position 68° 54′ N, 98° 56′ W gefunden.
Zu dem Fund führte ein Hinweis, dem zufolge zwei Inuit, Sammy Kogvik und James Klungnatuk, während eines Jagdausflugs rund sechs Jahre vorher in der Terror Bay ein großes Stück Holz – möglicherweise einen Mast – aus dem Eis hatten ragen sehen. Kogvik erzählte dies am 3. September 2016 auf dem Forschungsschiff Martin Bergmann, für die Arctic Research Foundation bei der Suche nach der Terror, dem Chef der Foundation Adrian Schimnowski. Der Umstand, dass die HMS Terror 2016 südlich der King-William-Island entdeckt wurde, an einem Ort 96 km südlich der bisherigen Suchgebiete, lässt vermuten, dass zumindest ein Teil der Überlebenden versucht hatte, sich mit dem Schiff zu retten, bevor sie dort endgültig scheiterten.

### Umgang mit den Wracks und Bergungsfunden
1997 einigten sich Kanada und Großbritannien darauf, dass mögliche Goldfunde auf den Wracks zwischen den beiden Staaten und eventuellen Dritten, soweit sie Ansprüche stellen sollten, geteilt würden. Die Besitzrechte an allen anderen Gegenständen, die auf den Wracks gefunden wurden, sprach man Kanada zu. Bei der Gründung des Nunavut-Gebietes 1999 sicherte man den Inuit in Hinblick auf die mögliche Entdeckung der Wracks vertraglich zu, dass Kanada und der Inuit Heritage Trust sich die Eigentumsrechte an allen archäologischen Funden in diesem Gebiet teilen. Das National Museum der Royal Navy auf britischer Seite, die kanadische Regierung und der Inuit Heritage Trust werden nun gemeinsam über den Verbleib von Gegenständen, die bereits von der HMS Erebus geborgen wurden, sowie über alle weiteren Bergungsfunde beraten. Seit Sommer 2017 werden ausgewählte Fundstücke auf einer Ausstellung in London (Greenwich) gezeigt.

## DNA-Analyse menschlicher Überreste
Ein gemeinsames Forschungsprojekt der University of Waterloo, Lakehead University und Trent University glich im Rahmen einer genealogischen Untersuchung menschliche Überreste, die im Jahr 2013 auf der King-William-Insel gefunden worden waren, mittels DNA-Analyse mit Proben von Nachfahren der Expeditionsteilnehmer ab. Ein Leichnam der damaligen Ausgrabung konnte somit im Mai 2021 als derjenige des Warrant Officers John Gregory identifiziert werden. 2024 konnten die sterblichen Überreste des 1. Offiziers James Fitzjames identifiziert werden. Die Überreste von Gregory und Fitzjames wurden zusammen mit etwa vierhundert Knochen von etwa 13 Individuen bei ⊙ dem sogenannten Boat Place gefunden. Der Platz wurde nach dem dort aufgefundenem Rettungsboot benannt.

## Gründe für das Scheitern der Expedition
Offenbar hat eine Vielzahl von Ursachen die Expedition scheitern lassen.
Ein Grund könnten die Konservendosen gewesen sein, die mit Blei verlötet waren. An Bleivergiftung als eine der Ursachen für die Schwächung der Expeditionsteilnehmer glaubte zunächst nach eingehender Untersuchung von drei gut erhaltenen Leichen auf der Beechey-Insel und weiteren Knochenfunden auf der King-William-Insel der kanadische Wissenschaftler Owen Beattie 1986, bis Untersuchungen kanadischer Physiker 2013 diese Todesursache wieder in Frage stellten. Konservierte Lebensmittel waren in erster Linie vorgesehen, um die Vitamin-C-Mangelerkrankung Skorbut zu verhindern. Zur Vorbeugung waren auch mehr als vier Tonnen Zitronensaft mitgenommen worden, doch wusste man damals noch recht wenig über dessen Haltbarkeit.
Zu den katastrophalen Auswirkungen von extremer Kälte, Hunger, Skorbut und möglicherweise Bleivergiftung kamen vermutlich Krankheiten wie Tuberkulose und Lungenentzündung. Die von Scott Cookman in dessen Dokumentation Ice Blink – The fate of Franklin’s last expedition aufgestellte These, in der Nahrung sei wegen der mangelhaften Herstellung der Konserven tödliches Botulinumtoxin entstanden, wurde näher untersucht, hat sich jedoch nicht durchgesetzt.
Beanstandet wird die mangelhafte Ausstattung, etwa das Fehlen von Schutzbrillen gegen Schneeblindheit, aber auch das konnte durch Funde widerlegt werden. Auch die These, dass es den Mitgliedern der Expedition an Ausrüstung und Kenntnissen fehlte, um unabhängig von den Vorräten an Bord überleben zu können, etwa durch die Jagd auf Karibus oder Robben, gilt als widerlegt. Francis Crozier hatte bereits mit der Ross Expedition zum Südpol vier Jahre in der unwirtlichen Polregion verbracht. Der Bordarzt Alexander McDonald hatte mehrere Jahre in der Walfangindustrie gearbeitet und sprach fließend Inuktitut. Die Expedition galt als eine der am besten ausgerüsteten ihrer Zeit.
Es fehlten auch Schlitten, mit denen die Teilnehmer im Notfall größere Strecken über Land hätten überwinden können; die viel zu schweren und unhandlichen Beiboote waren dafür völlig ungeeignet.
Während der Wintermonate begegneten Expeditionsteilnehmer einigen Inuit, baten diese aber nicht um Hilfe, selbst dann nicht, als jene in lebensbedrohliche Not gerieten.
Verhängnisvoll wirkte sich zudem aus, dass es noch drei Jahre nach Beginn der Expedition (bis 1848) keinerlei Pläne für eine eventuell notwendige Rettung von Mannschaften und Schiffen gab.
Ein weiterer Fehler war das Versäumnis, an so vielen Stellen wie möglich Nachrichten zum bisherigen und weiteren geplanten Verlauf der Expedition zu deponieren, was die Aussichten von Rettungsaktionen erheblich einschränkte.

## Impulse für die weitere Erforschung der Arktis
Aus historischer Sicht haben der Verlauf der Franklin-Expedition und die anschließenden Suchexpeditionen der Arktisforschung generell positive Impulse verliehen und die Handlungsweise der Entdecker verändert. Die Annahme des viktorianischen Englands, sich auch die unwirtlichsten Regionen der Welt durch mitgeführte Errungenschaften der Zivilisation erträglich machen zu können, hatte sich als falsch erwiesen. Die Arktisforscher des ausgehenden 19. und beginnenden 20. Jahrhunderts gingen immer häufiger dazu über, sich an den Überlebenstechniken der Inuit zu orientieren. Roald Amundsen etwa, der als Erster 1906 die Nordwestpassage durchfuhr und auch als Erster den geografischen Südpol erreichte, kleidete sich wie die Inuit in leichte, warme Karibu-Felle; bei Hundeschlittenfahrten mit unsicherem Ziel plante er ein, einen Teil seiner Schlittenhunde wenn nötig zu verspeisen und an die verbleibenden Hunde zu verfüttern. Männer wie Amundsen waren ein vollkommen anderer Typ Entdecker als die Seekapitäne des viktorianischen Jahrhunderts.

## Rezeption
- Das Schicksal der Franklin-Expedition war Vorlage für mehrere Romane. Darunter befindet sich der im Jahr 1983 erschienene preisgekrönte Bestseller Die Entdeckung der Langsamkeit von Sten Nadolny.
- Der Folk-Sänger Stan Rogers widmete der Franklin-Expedition 1981 das Lied Northwest Passage. 2019 veröffentlichte die kanadische Power-Metal-Band Unleash the Archers eine Coverversion von Rogers Lied.[20]
- Dan Simmons veröffentlichte 2007 den Horror-Roman Terror, der die Geschichte der Franklin-Expedition aufgreift und mit phantastischen Elementen anreichert. Der Roman diente 2018 auch als Vorlage der gleichnamigen Fernsehserie.
- Bereits im Jahre 1845 erschien in Heft 20 der Fliegenden Blätter eine groteske Erzählung Hermann Marggraffs, in der der Münchhausen-ähnliche Titelheld Fritz Beutel an der Franklin-Expedition teilnimmt.[21]
- 2019 veröffentlichte Michael Palin einen Reisebericht über die Beteiligung der Erebus an der Franklin-Expedition mit dem Titel Erebus: Ein Schiff, zwei Fahrten und das weltweit größte Rätsel auf See.
- 2021 veröffentlichte die deutsche Band Janus mit Terror ein Album, das sich thematisch mit der Franklin-Expedition befasst.
- 2021 veröffentlichte der Musiker und Autor Tim Thoelke auf seinem Album Böse See den Song Der letzte Tote der Erebus.[22] Darin wird erzählt, wie die letzten Tage des Expeditions-Teilnehmers ausgesehen haben könnten, den die Inuit, laut ihren Überlieferungen, bei der Erkundung der verlassenen Erebus tot unter Deck auffanden.
- 2023 veröffentlicht die deutsche Black-Metal-Band Antrisch das Konzeptalbum Expedition II: Die Passage, welches die Ereignisse der Franklin-Expedition behandelt.

## Ausstellung
- National Maritime Museum Greenwich: Death in the Ice. 14. Juli 2017 bis 7. Januar 2018, Katalog.

## In Film und Fernsehen
- Die legendäre Nordwest-Passage in Alaska – Franklins tragische Expedition von Louise Osmond (Channel 4, 2004)
- Die verschwundene Expedition von Peter Bate (Irland, 2005)
- HMS Erebus: Das arktische Totenschiff taucht auf (Originaltitel: Hunt for the Arctic Ghost Ship), Regie: Ben Finney, Großbritannien, 2015
- Terra X: Drama im ewigen Eis: Die verschollene Expedition des John Franklin, Deutschland, 2016
- The Terror, US-amerikanische Drama- und Horror-Fernsehserie aus dem Jahr 2018, die auf dem gleichnamigen Roman von Dan Simmons beruht
- Bones: Der Gegner des Gelehrten und die Gletscherspalte (Es geht um die Frank-Expedition, welche eine Anspielung auf die Franklin-Expedition ist)

## Graphic Novel
- Kristina Gehrmann: Im Eisland. Band 1 (Die Franklin-Expedition), Band 2 (Gefangen), Band 3 (Verschollen),. 1. Auflage. Verlag Hinstorff GmbH, Rostock 2016, ISBN 978-3-356-02024-3. Anschauliches Panorama des Lebens an Bord, in dem alle Schichten vom Kommandanten bis zu den Schiffsjungen beschrieben werden.